# 1846 aux échecs
| Années des échecs : 1843 - 1844 - 1845 - 1846 - 1847 - 1848 - 1849    |
| Décennies des échecs : 1810 - 1820 - 1830 - 1840 - 1850 - 1860 - 1870 |

Cet article présente les faits marquants de l'année 1846 aux échecs.

## Événements majeurs
- Howard Staunton bat en match Bernhard Horwitz

## Divers
- Royaume de Prusse: Ludwig Bledow, de la Société des échecs de Berlin, fonde le journal échiquéen allemand « Schachzeitung der Berliner Schachgesellschaft »[1]. Il prendra le nom de Deutsche Schachzeitung en 1872.
- Suisse : Le 29 septembre, création de la Société d'échecs de Winterthour[2]

## Naissances
- John Wisker

## Nécrologie
- 6 août : Ludwig Bledow